# لیک مادرا کانتری استیتس (کالیفرنیا)
لیک مادرا کانتری استیتس (به انگلیسی: Lake Madera Country Estates) یک منطقهٔ مسکونی در ایالات متحده آمریکا است که در شهرستان مادرا، کالیفرنیا واقع شده‌است. لیک مادرا کانتری استیتس ۱۰۶ متر بالاتر از سطح دریا واقع شده‌است.